# Jackie DeShannon
Jackie DeShannon (nascida Sharon Lee Myers, 21 de agosto de 1941)  é uma cantora-compositora americana, autora de várias canções de sucesso a partir da década de 1960. Ela foi uma das primeiras cantoras-compositoras da era do rock and roll. Ela é mais conhecida como cantora de "What the World Needs Now Is Love" e "Put a Little Love in Your Heart", e como compositora de "When You Walk in the Room" e "Bette Davis Eyes", que fizeram sucesso nas versões cover tocadas por The Searchers e Kim Carnes.
Desde 2009, DeShannon é correspondente de rádio, relatando notícias dos membros da banda  The Beatles para o programa de rádio Breakfast with the Beatles.

## Infância e educação
DeShannon nasceu em Hazel, Kentucky, filha de pais agricultores com inclinações musicais, James Erwin Myers e a ex-Sandra Jeanne Laporte. Aos seis anos, cantava músicas country em um programa de rádio local. Aos 11 anos,  apresentava seu próprio programa de rádio. Quando a vida na fazenda se tornou muito difícil, a família se mudou  para a cidade natal de sua mãe, Aurora, Illinois, onde seu pai retomou sua outra carreira como barbeiro. 

Depois de um ano, eles se mudaram para Batavia, Illinois, onde ela cursou o ensino médio. Em maio de 1955, enquanto estava na 8ª série, Sharon Lee Myers, então com 13 anos, foi destaque no jornal local por seus talentos vocais e aparições pessoais em reuniões comunitárias, hospitais locais e organizações variadas. De acordo com o Batavia Herald, ela tinha seu próprio programa de rádio nas manhãs de sábado, Breakfast Melodies, na estação de rádio WMRO.
Apesar de ter apenas 13 anos, a jovem pode se orgulhar de quase 11 anos de treinamento e experiência de voz e, no passado, ela já percorreu a maior parte do sul fazendo apresentações pessoais. Ela também cantou no rádio com uma banda de ritmo por 2 anos e apareceu na televisão 3 vezes.
Em março de 1956, "Sherry Lee Myers" fez "outra apresentação especial no programa popular Country and Western Television Show de Pee Wee King " na noite de sábado, 3 de março, no Canal 2  - afiliada da rede CBS em Chicago, Illinois. De acordo com o Batavia Herald :
Sherry Lee é uma jovem ocupada. Todos os sábados de manhã às 9h30 ela está no programa de rádio da WMRO, nas noites de sábado ela é a vocalista da Valley's Square Dance Band, de Don Lee e seus Fox Valley Boys. Ela fez aparições no Pee Wee King Show em Ottawa, Rockford e LaSalle nas últimas semanas. Após sua aparição na televisão na noite de sábado, a jovem artista Batavia aparecerá no auditório da West Aurora Junior High School no domingo, 4 de março, para três shows, 2, 4 e 8 PM.
Ela frequentou a Batavia High School por dois anos (1955–1957), deixando a escola após seu segundo ano.

## Início de carreira
Ela começou a gravar sob vários nomes, como Sherry Lee, Jackie Dee e Jackie Shannon, com sucesso variado. A Billboard observou (10 de junho de 1957) que Sherry Lee Myers,  cantora C&W de 16 anos de Batavia, Illinois", assinou recentemente com a gravadora Gone, de George Goldner, em Nova York como artista de rockabilly e que seus "empresários" (Irving Schacht e Paul Kallett) mudaram o nome dela para Jackie Dee. Seu único lançamento pela Gone incluiu "I'll Be True" (A) e "How Wrong I Was" (B), que apareceu nas versões 78 rpm e 45 rpm. Jackie quase certamente cantou essas canções no Uptown Theatre na Filadélfia em 3 de julho de 1957, e no Paramount Theatre em Nova York, duas semanas depois, com o Big Rock 'n' Roll Show de Alan Freed.
No entanto, suas interpretações das canções country "Buddy" (como Jackie Dee) e "Trouble" (como Jackie Shannon) chamaram a atenção da estrela do rock and roll Eddie Cochran, que providenciou para que ela viajasse para a Califórnia para encontrar sua namorada, a cantora- compositora Sharon Sheeley, que formou uma parceria de composição com DeShannon em 1960. A parceria produziu os sucessos "Dum Dum" e  "Heart in Hand " de Brenda Lee. 
Em 1960, DeShannon assinou com a Liberty Records, adotando o nome Jackie DeShannon, que se acredita ser o nome de um ancestral irlandês, depois que executivos da Liberty pensaram que o nome Sharon Myers não ajudaria a vender discos. Em uma entrevista à Fresh Air (14 de junho de 2010), DeShannon disse que escolheu "Jackie" como um nome de gênero ambíguo. Como ela tinha uma voz baixa para cantar, ela podia ser ouvida como homem ou mulher. Quando ela descobriu que "Jackie Dee" era muito semelhante a Brenda Lee, Sandra Dee e outros, ela mudou para Jackie Dee Shannon, que as pessoas ouviam como DeShannon. O nome pegou.
Com seu novo nome, ela entrou na grade da rádio WLS de Chicago com o single "Lonely Girl" no final de 1960. Seguiu-se uma série de singles, em sua maioria fracassados, apesar de "The Prince" ter aparecido na 108ª posição nos Estados Unidos no início de 1962, e "Faded Love" se tornou sua primeira entrada no Top 100 da US Billboard, chegando ao nº 97 em fevereiro de 1963.
Ela se saiu melhor com a canção "Needles and Pins" de Sonny Bono-Jack Nitzsche e com a canção autoral "When You Walk in the Room" mais tarde, em 1963.  Ambas alcançaram os degraus mais baixos das paradas pop dos EUA, mas entraram no Top 40 no Canadá, onde "Needles and Pins" conseguiu chegar ao número 1. "Needles and Pins" e "When You Walk in the Room" mais tarde se tornaram sucessos americanos e britânicos com o The Searchers. Uma versão de "When You Walk in the Room" por Pam Tillis encabeçou as paradas country em 1994, e a música também foi gravada pelo ex-membro da banda The Byrds Chris Hillman em 1998 e pela ex-vocalista do ABBA Agnetha Fältskog em 2004.
DeShannon gravou muitos outros singles que englobavam pop adolescente, baladas country, rockabilly, gospel e soul ao estilo de Ray Charles que não se saíam tão bem nas paradas. Durante estes anos foi sua composição e projeção pública e não sua carreira de gravação que a manteve contratada pela Liberty. DeShannon namorou Elvis Presley e fez amizades com The Everly Brothers e Ricky Nelson. Ela também co-estrelou e cantou com Bobby Vinton no filme de surf adolescente Surf Party, de  1964.
A maior oportunidade de DeShannon veio em fevereiro de 1964 quando ela acompanhou os Beatles em sua primeira turnê nos EUA, e formou uma banda em turnê com o guitarrista Ry Cooder. DeShannon co-escreveu "Breakaway" com Sharon Sheeley, que foi gravada por Irma Thomas em 1964, e por Tracey Ullman em 1983. Ela também escreveu "Don't Doubt Yourself Babe" para Mr. Tambourine Man, o álbum de estréia de 1965 de The Byrds. Sua música nesta fase foi fortemente influenciada pelos sons da costa oeste americana e pela música folk. Durante um breve período na Inglaterra em 1965, DeShannon formou uma parceria de composição com Jimmy Page, que resultou nas canções "Dream Boy" e "Don't Turn Your Back on Me". DeShannon também escreveu material para a cantora Marianne Faithfull, incluindo seu sucesso "Come and Stay With Me", que se tornou o maior sucesso britânico de Faithfull, atingindo o pico no número 4 em 1965.  Nesse mesmo ano, Cher cobriu a música em seu álbum de estréia solo All I Really Want to Do.  Passariam mais três anos até que Jackie DeShannon gravasse a canção para ela mesma, em seu álbum 'Laurel Canyon', em 1968.  Ela também apareceu no programa de televisão Ready Steady Go!

## Canções de amor
Mudando-se para a cidade de Nova York, DeShannon co-escreveu com Randy Newman, produzindo canções como "She Don't Understand Him Like I Do" e "Did He Call Today Mama?", bem como compondo "You Have No Choice" para Delaney Bramlett . Em março de 1965, DeShannon gravou "What the World Needs Now Is Love" de Burt Bacharach e Hal David  , que a levou a turnês em clubes e apresentações frequentes na televisão e foi para o sétimo lugar nas paradas americanas e para o primeiro lugar no Canadá. (A gravação da canção por DeShannon foi posteriormente usada no filme Bob & Carol & Ted & Alice , de 1969). Ela apareceu no filme C'mon, Let's Live a Little, de 1967, com Bobby Vee, como uma cantora folk.
DeShannon continuou compondo e gravando, mas foi somente em 1969 que ela emplacou seu single e álbum de sucesso seguintes, ambos intitulados "Put a Little Love in Your Heart". O single escrito por ela mesma (co-escrito com seu irmão, Randy Myers e Jimmy Holiday) vendeu mais de um milhão de cópias e ganhou um disco de ouro. "Put a Little Love in Your Heart" foi apresentada como número de encerramento do Music for UNICEF Concert, transmitido mundialmente pela Assembleia Geral das Nações Unidas em 1979, e foi regravada em 1988 como um dueto por Annie Lennox e Al Green (alcançando a nona posição na Billboard Hot 100 ) e por Dolly Parton em 1993. O single "Love Will Find a Way" do mesmo álbum também foi um sucesso moderado.

## Carreira posterior
Mudando para a Atlantic Records em 1970 e se mudando para Los Angeles, DeShannon gravou os álbuns aclamados pela crítica Jackie (1972) e Your Baby Is a Lady (1974), mas eles não conseguiram produzir o mesmo sucesso comercial dos lançamentos anteriores. Em 1973, ela foi convidada por Van Morrison para cantar em seu álbum, Hard Nose the Highway (cantando como backup na faixa-título e "Warm Love"). Em 1974, DeShannon lançou New Arrangement for Columbia Records . Ela co-escreveu quatro canções do álbum com Donna Weiss, incluindo "Queen of the Rodeo" e " Bette Davis Eyes ". "Bette Davis Eyes" se tornou single nº 1 mundial na voz de Kim Carnes em 1981, conquistando para Weiss e DeShannon o prêmio Grammy de 1982 de Canção do Ano. Ela lançou You're the Only Dancer em 1977, e um single desse álbum, "Don't Let The Flame Burn Out", foi um pequeno sucesso, alcançando a posição 65 na Billboard Hot 100.
DeShannon continuou a gravar no século 21. Ela lançou You Know Me, um álbum de canções originais, para Varèse Sarabande em 2000, e When You Walk in the Room, uma nova gravação de suas canções mais conhecidas, em 2011. Ela foi interpretada pela cantora Liz Phair em um episódio de American Dreams. Em 17 de junho de 2010, DeShannon foi nomeada para o Songwriters Hall of Fame . Em 2012, ela escreveu e gravou "For Africa, In Africa", uma canção inspirada na necessidade urgente de ação para fornecer água potável para o continente africano. Usando seu acesso contínuo e amizade com Paul McCartney e Ringo Starr, DeShannon apareceu como uma correspondente de rádio, relatando anedotas históricas, turnês atuais, notícias pessoais e publicidade relativas aos dois Beatles sobreviventes no Breakfast with the Beatles na Sirius XM Satellite Radio nos fins de semana desde outubro de 2009..

## Vida pessoal
Ela tem um irmão, Randy James Myers, com quem às vezes escreve canções. Em meados dos anos 1960, foi companheira de Jimmy Page e namorou o guitarrista do Love  Bryan MacLean. É provável que Page escreveu a música " Tangerine " (que apareceu no terceiro álbum do Led Zeppelin ) após o rompimento de seu relacionamento com DeShannon no início de 1965.
Seu primeiro marido foi o executivo da Liberty Records Irving "Bud" Dain, com quem ela se casou em 29 de janeiro de 1966 (anulado em 1967). DeShannon é casada com o cantor, compositor e compositor Randy Edelman desde 1976. Eles têm um filho, Noah (nascido em 1978).

## Discografia

### Álbuns
- Jackie DeShannon (1963)
- Breakin' It Up on the Beatles Tour (1964)
- Don't Turn Your Back on Me (1964)
- Surf Party (1964, trilha sonora)
- This Is Jackie DeShannon (1965)
- Jackie: In the Wind (1965)
- You Won't Forget Me (1965, compilação)
- C'mon, Let's Live a Little (1966, soundtrack)
- Are You Ready for This? (1966)
- New Image (1967)
- For You (1967)
- Me About You (1968)
- What the World Needs Now Is Love (1968, compilation)
- Lonely Girl (1968, compilação)
- Great Performances (1968, compilação)
- Laurel Canyon (1969)
- Put a Little Love in Your Heart (1969)
- To Be Free (1970)
- Songs (1971)
- Jackie (1972)
- Your Baby Is a Lady (1974)
- New Arrangement (1975)[12]
- The Very Best of Jackie DeShannon (1975, compilation)
- You're the Only Dancer (1977)
- Quick Touches (1978)
- Together (1980, soundtrack)
- Pop Princess (1981, compilation)
- Jackie DeShannon (1985, compilation)
- What the World Needs Now Is ...: The Definitive Collection (1994, compilation)
- Good as Gold! (1990, compilation)
- The Best of Jackie DeShannon (1991, compilation)
- Trouble with Jackie Dee (1991)
- The Early Years (1998, compilation)
- Come and Get Me: Best of... 1958–1980 (2000, compilation)
- You Know Me (2000)
- High Coinage: The Songwriters Collection 1960–1984 (2007, compilation)
- You Won't Forget Me: The Complete Liberty Singles Volume 1 (2009, UK compilation)
- Come and Get Me: The Complete Liberty and Imperial Singles Volume 2 (2011, UK compilation)
- When You Walk in the Room (2011, songs newly recorded)
- Keep Me in Mind: The Complete Imperial and Liberty Singles, Volume 3 (2012, UK compilation)
- All the Love: The Lost Atlantic Recordings (2015, previously unreleased 1971 album)
- Stone Cold Soul: The Complete Capitol Recordings (2018, compilation)

### Músicas
Imagens de cada disco de 1956 a 1960, incluindo encartes adicionais, são encontradas em "Sweet Sherry: The Early Recording Career of Jackie DeShannon" por Pete Lerner.
| Ano                                     | Single (Lado A, lado B) Ambos os lados do mesmo disco, salvo indicado                                                                | Posição mais alta na parada | Posição mais alta na parada | Posição mais alta na parada | Posição mais alta na parada | Posição mais alta na parada | Album                                |
| Ano                                     | Single (Lado A, lado B) Ambos os lados do mesmo disco, salvo indicado                                                                | US BB Hot 100               | US CB                       | US AC                       | CAN                         | CAN AC                      | Album                                |
| --------------------------------------- | --- | --------------------------- | --------------------------- | --------------------------- | --------------------------- | --------------------------- | ------------------------------------ |
| 1956                                    | "I'm Crazy Darling" b/w "Baby Honey"                                                                                                 | —                           | —                           | —                           | —                           | —                           | Non-album tracks (as Sherry Lee)     |
| 1957                                    | "I'll Be True" b/w "How Wrong I Was"                                                                                                 | —                           | —                           | —                           | —                           | —                           | Non-album tracks (as Jackie Dee)     |
| 1958                                    | "Buddy" b/w "Strolypso Dance" | —                           | —                           | —                           | —                           | —                           | Non-album tracks (as Jackie Dee)     |
| 1958                                    | "Just Another Lie" b/w "Cajun Blues"                                                                                                 | —                           | —                           | —                           | —                           | —                           | non-album tracks (as Jackie Shannon) |
| 1959                                    | "Lies" b/w "Trouble" | —                           | —                           | —                           | —                           | —                           | non-album tracks (as Jackie Shannon) |
| 1960                                    | "So Warm (This Is How I Feel)" b/w "Young Girl's Prayer" (first pressings) "I Wanna Go Home" (later pressings)                       | —                           | —                           | —                           | —                           | —                           | Non-album tracks                     |
| 1960                                    | "Put My Baby Down" b/w "The Foolish One"                                                                                             | —                           | —                           | —                           | —                           | —                           | Non-album tracks                     |
| 1960                                    | "Teach Me" b/w "Lonely Girl" (from Lonely Girl)                                                                                      | —                           | —                           | —                           | —                           | —                           | Non-album tracks                     |
| 1961                                    | "Think About You" b/w "Heaven Is Being With You" (Non-album track)                                                                   | —                           | —                           | —                           | —                           | —                           | Lonely Girl                          |
| 1961                                    | "Wish I Could Find A Boy (Just Like You)" b/w "I Won't Turn You Down"                                                                | —                           | —                           | —                           | —                           | —                           | Non-album tracks                     |
| 1961                                    | "Baby (When Ya Kiss Me)" b/w "Ain't That Love"                                                                                       | —                           | —                           | —                           | —                           | —                           | Non-album tracks                     |
| 1962                                    | "The Prince" b/w "I'll Drown in My Own Tears" (Non-album track)                                                                      | 108                         | —                           | —                           | —                           | —                           | Breakin' It Up on the Beatles Tour!  |
| 1962                                    | "Just Like in the Movies" b/w "Guess Who"                                                                                            | —                           | —                           | —                           | —                           | —                           | Non-album tracks                     |
| 1962                                    | "You Won't Forget Me" b/w "I Don't Think So Much Of Myself Now" (Non-album track)                                                    | —                           | 104                         | —                           | —                           | —                           | Breakin' It Up on the Beatles Tour!  |
| 1962                                    | "Faded Love" b/w "Dancing Silhouettes"                                                                                               | 97                          | 144                         | —                           | —                           | —                           | Non-album tracks                     |
| 1963                                    | "Needles and Pins" b/w "Did He Call Today, Mama?"                                                                                    | 84                          | 58                          | —                           | 1                           | —                           | Breakin' It Up on the Beatles Tour!  |
| 1963                                    | "Little Yellow Roses" b/w "Oh Sweet Chariot"                                                                                         | 110                         | 108                         | —                           | 32                          | —                           | Jackie DeShannon                     |
| 1963                                    | "When You Walk in the Room" b/w "Till You Say You'll Be Mine" (Non-album track)                                                      | 99                          | 81                          | —                           | 26                          | —                           | Breakin' It Up on the Beatles Tour!  |
| 1964                                    | "Should I Cry" b/w "I'm Gonna Be Strong" (from This Is Jackie DeShannon) Cancelled single                                            | —                           | —                           | —                           | —                           | —                           | Breakin' It Up on the Beatles Tour!  |
| 1964                                    | "Oh Boy" b/w "I'm Looking For Someone To Love" (Non-album track)                                                                     | 112                         | 133                         | —                           | —                           | —                           | Breakin' It Up on the Beatles Tour!  |
| 1964                                    | "Hold Your Head High" b/w "She Don't Understand Him Like I Do"                                                                       | —                           | —                           | —                           | —                           | —                           | Breakin' It Up on the Beatles Tour!  |
| 1964                                    | "He's Got the Whole World in His Hands" b/w "It's Love Baby (24 Hours A Day)"                                                        | —                           | —                           | —                           | —                           | —                           | Breakin' It Up on the Beatles Tour!  |
| 1965                                    | "What the World Needs Now Is Love" b/w "I Remember The Boy"                                                                          | 7                           | 8                           | —                           | 1                           | —                           | This Is Jackie DeShannon             |
| 1965                                    | "A Lifetime Of Loneliness" b/w "Don't Turn Your Back On Me" (from In The Wind)                                                       | 66                          | 72                          | —                           | —                           | —                           | This Is Jackie DeShannon             |
| 1966                                    | "Come and Get Me" b/w "Splendor in the Grass" (from Me About You)                                                                    | 83                          | 99                          | —                           | —                           | —                           | Non-album track                      |
| 1966                                    | "Are You Ready For This" b/w "Will You Love Me Tomorrow" Cancelled single                                                            | —                           | —                           | —                           | —                           | —                           | Are You Ready For This               |
| 1966                                    | "Windows and Doors" b/w "So Long Johnny"                                                                                             | 108                         | 147                         | —                           | —                           | —                           | Are You Ready For This               |
| 1966                                    | "I Can Make It with You" b/w "To Be Myself"                                                                                          | 68                          | 87                          | —                           | —                           | —                           | Are You Ready For This               |
| 1967                                    | "Come On Down (From The Top Of That Hill)" b/w "Find Me Love" (from Are You Ready For This)                                          | 121                         | 147                         | —                           | —                           | —                           | New Image                            |
| 1967                                    | "The Wishing Doll" b/w "Where Does The Sun Go"                                                                                       | —                           | —                           | —                           | —                           | —                           | New Image                            |
| 1967                                    | "I Haven't Got Anything Better To Do" Both sides, promotional single only                                                            | —                           | —                           | —                           | —                           | —                           | New Image                            |
| 1967                                    | "It's All in the Game" b/w "Changin' My Mind"                                                                                        | 110                         | —                           | —                           | —                           | —                           | For You                              |
| 1968                                    | "Me About You" b/w "I Keep Wanting You"                                                                                              | 119                         | 113                         | —                           | —                           | —                           | Me About You                         |
| 1968                                    | "Nobody's Home To Go Home To" b/w "Nicole"                                                                                           | —                           | —                           | —                           | —                           | —                           | Me About You                         |
| 1968                                    | "Didn't Want To Have To Do It" b/w "Splendor in the Grass" Cancelled single                                                          | —                           | —                           | —                           | —                           | —                           | Me About You                         |
| 1968                                    | "The Weight" b/w "Splendor in the Grass" (first pressings, from Me About You) "Effervescent Blue" (later pressings, non-album track) | 55                          | 35                          | —                           | 35                          | —                           | Laurel Canyon                        |
| 1968                                    | "Laurel Canyon" b/w "Holly Would" | —                           | —                           | —                           | —                           | —                           | Laurel Canyon                        |
| 1969                                    | "Trust Me" b/w "What Is This" | —                           | —                           | —                           | —                           | —                           | Non-album tracks                     |
| 1969                                    | "Put a Little Love in Your Heart" b/w "Always Together"                                                                              | 4                           | 4                           | 2                           | 12                          | 9                           | Put A Little Love in Your Heart      |
| 1969                                    | "Love Will Find A Way" b/w "I Let Go Completely"                                                                                     | 40                          | 33                          | 11                          | 17                          | 16                          | Put A Little Love in Your Heart      |
| 1969                                    | "Do You Know How Christmas Trees Are Grown" b/w "Christmas"                                                                          | —                           | —                           | —                           | —                           | —                           | Non-album tracks                     |
| 1970                                    | "Brighton Hill" b/w "You Can Come To Me" (from Put A Little Love in Your Heart)                                                      | 82                          | 52                          | 9                           | 48                          | 7                           | To Be Free                           |
| 1970                                    | "You Keep Me Hangin' On"/"Hurt So Bad" b/w "What Was Your Day Like"                                                                  | 96                          | 101                         | —                           | —                           | —                           | To Be Free                           |
| 1970                                    | "It's So Nice" b/w "Mediterranean Sky"                                                                                               | 84                          | 92                          | —                           | —                           | —                           | To Be Free                           |
| 1971                                    | "Keep Me Warm" b/w "Salinas" | —                           | —                           | —                           | —                           | —                           | Songs                                |
| 1971                                    | "Stone-Cold Soul" b/w "West Virginia Mine" (from Songs)                                                                              | —                           | —                           | —                           | —                           | —                           | Non-album track                      |
| 1972                                    | "Vanilla Olay" / "Only Love Can Break Your Heart"                                                                                    | 76 —                        | 95 96                       | 21 38                       | 54 90                       | 12 —                        | Jackie                               |
| 1972                                    | "Paradise" b/w "I Wanna Roo You" | 110                         | —                           | 33                          | —                           | —                           | Jackie                               |
| 1972                                    | "Chains on My Soul (I Won't Try To Put Chains On Your Soul)" b/w "Peaceful in My Soul"                                               | —                           | —                           | —                           | —                           | —                           | Jackie                               |
| 1973                                    | "Sweet Sixteen" b/w "Speak Out To Me"                                                                                                | —                           | —                           | —                           | —                           | —                           | Non-album tracks                     |
| 1973                                    | "Your Baby Is A Lady" b/w "(If You Never Have A Big Hit Record) You're Still Gonna Be My Star"                                       | —                           | —                           | —                           | —                           | —                           | Your Baby Is A Lady                  |
| 1974                                    | "Jimmie, Just Sing Me One More Song" b/w "You've Changed"                                                                            | —                           | —                           | —                           | —                           | —                           | Your Baby Is A Lady                  |
| 1975                                    | "Let The Sailors Dance" b/w "Boat To Sail"                                                                                           | —                           | —                           | —                           | —                           | —                           | New Arrangement                      |
| 1976                                    | "All Night Desire" b/w "Fire in the City"                                                                                            | —                           | —                           | —                           | —                           | —                           | Non-album tracks                     |
| 1977                                    | "Don't Let The Flame Burn Out" b/w "I Don't Think I Can Wait"                                                                        | 68                          | 70                          | 20                          | 81                          | 4                           | You're The Only Dancer               |
| 1978                                    | "To Love Somebody" b/w "Just To Feel This Love From You"                                                                             | —                           | —                           | 44                          | 97                          | —                           | You're The Only Dancer               |
| 1978                                    | "You're The Only Dancer" b/w "Tonight You're Doin' It Right"                                                                         | —                           | —                           | —                           | —                           | —                           | You're The Only Dancer               |
| 1978                                    | "Things We Said Today" b/w "Way Above The Angels"                                                                                    | —                           | —                           | 35                          | —                           | —                           | Quick Touches                        |
| 1980                                    | "I Don't Need You Anymore" b/w "Find Love"                                                                                           | 86                          | —                           | —                           | —                           | —                           | Together? (Soundtrack)               |
| "—" denotes releases that did not chart | |                             |                             |                             |                             |                             |                                      |

## Filmografia
- Surf Party (1963)
- Intimacy (1966)
- C'mon Let's Live a Little (1967)

## Aparições na TV
- Hollywood A Go Go (1965)
- Hullabaloo (1965)
- My Three Sons (1967)
- Playboy After Dark (1969)
- The Wild Wild West (1969) (The Night of the Janus)
- The Johnny Cash Show (1970)
- Flip Wilson Show (1970)
- The Virginian (1970)
- The Catcher (1972)
- The Midnight Special (1976)
- Later... with Jools Holland, Series 41, Episode 6, BBC TWO (2012)